# Малоштанов, Алексей Александрович
Алексей Александрович Малоштанов (1908 — ?) — советский конструктор танков, лауреат Сталинской премии.

## Биография
Чертежник, конструктор ХТЗ, заместитель главного конструктора Харьковского КБМ. В 1941—1952 в Нижнем Тагиле, куда во время войны был эвакуирован завод № 183 (ХТЗ).
С октября 1937 года участвовал в разработке нового маневренного колесно-гусеничного танка в КБ-24 (начальник — М. И. Кошкин). Руководитель конструкторской группы вооружения и башни.
После выхода на пенсию жил в Харькове. Умер после 1985 года.

## Награды и звания
- Сталинская премия первой степени (1946) — за участие в создании танка Т-34;[1]
- Орден Ленина;
- Орден Отечественной войны 2 степени;
- Орден «Знак Почёта»;
- Медали.